# هنری ولز
هنری ولز (به انگلیسی: Henry Wells) (زاده ۱۲ دسامبر ۱۸۰۵ - درگذشته ۱۰ دسامبر ۱۸۷۸) کارآفرین و بانکدار آمریکایی است، که شرکت آمریکن اکسپرس و پس از آن بانک ولز فارگو را با مشارکت ویلیام فارگو تأسیس نمود.